# Glozjene (Vratsa)
Glozjene (Bulgaars: Гложене) is een dorp in het noordwesten van Bulgarije. Het dorp is gelegen in de gemeente Kozlodoeï in de oblast Vratsa. Het dorp ligt hemelsbreed ongeveer 57 km ten noorden van Vratsa en 117 km ten noorden van de hoofdstad Sofia.

## Bevolking
Op 31 december 2020 telde het dorp Glozjene 2.384 inwoners. Dit waren 364 mensen (-13,2%) minder dan 2.748 inwoners bij de officiële census van februari 2011. De gemiddelde jaarlijkse groei in die periode komt daarmee uit op -1,4%, hetgeen lager is dan het landelijk jaarlijks gemiddelde over deze periode (-0,63%). Het aantal inwoners vertoont al vele jaren een dalende trend: in 1965 had het nog 3.790 inwoners.
In het dorp wonen voornamelijk etnische Bulgaren en Roma. In de optionele volkstelling van 2011 identificeerden 1.838 van de 2.403 ondervraagden zichzelf als etnische Bulgaren, oftewel 76,5% van alle ondervraagden. Het overige deel van de bevolking bestond vooral uit etnische Roma (553 personen, oftewel 23%).
| Etnische samenstelling van de respondenten (2011) | Etnische samenstelling van de respondenten (2011) | Etnische samenstelling van de respondenten (2011) | Etnische samenstelling van de respondenten (2011) | Etnische samenstelling van de respondenten (2011) |
| ------------------------------------------------- | ------------------------------------------------- | ------------------------------------------------- | ------------------------------------------------- | ------------------------------------------------- |
|                                                   |                                                   |                                                   |                                                   |                                                   |
| Bulgaren                                          | Bulgaren                                          |                                                   | 76,5%                                             | 76,5%                                             |
| Turken                                            | Turken                                            |                                                   | 0,0%                                              | 0,0%                                              |
| Roma                                              | Roma                                              |                                                   | 23,0%                                             | 23,0%                                             |
| Anders/Onbekend                                   | Anders/Onbekend                                   |                                                   | 0,5%                                              | 0,5%                                              |